# 1946年6月法國立法選舉
1946年6月法國立法選舉在1946年6月2日舉行，選舉法國在二戰後的第二屆國民議會成員，準備一部新憲法。選舉制度是比例代表制。人民共和運動在這次選舉中取代法國共產黨，成為國民議會最大政黨。